# Rosângela Lopes
Rosângela Teresa E. Rosàrio Lopes (ur. 14 marca 1979 w Praia) – koszykarka z Republiki Zielonego Przylądka, uczestniczka mistrzostw Afryki 2005 i 2007.
Na mistrzostwach w 2005 roku, reprezentacja Republiki Zielonego Przylądka zajęła siódme miejsce. Podczas tego turnieju, Lopes wystąpiła w pięciu meczach, w których zdobyła 17 punktów. Zanotowała także cztery przechwyty, sześć asyst, siedem zbiórek ofensywnych i siedem zbiórek defensywnych. Ponadto ma na swym koncie także sześć strat i cztery faule. W sumie na parkiecie spędziła około 74 minuty.
Na następnych mistrzostwach Afryki (które odbyły się w Senegalu), reprezentacja tego kraju (z Lopes w składzie), zajęła dziewiąte miejsce. Koszykarka ta wystąpiła w sześciu meczach, zdobywając jedynie cztery punkty. Zanotowała jedną asystę, jeden przechwyt, trzy zbiórki ofensywne, sześć zbiórek defensywnych oraz trzy faule i trzy straty. Na parkietach senegalskich, Lopes grała przez 39 minut.

## Statystyki z Mistrzostw Afryki
| Rok  | Reprezentacja                 | M | MPG  | FG%   | 3P% | FT%   | RPG | APG | SPG | BPG | PPG |
| ---- | ----------------------------- | - | ---- | ----- | --- | ----- | --- | --- | --- | --- | --- |
| 2005 | Republika Zielonego Przylądka | 5 | 14,8 | 16,7% | 0%  | 42,9% | 2,8 | 1,2 | 0,8 | 0   | 3,4 |
| 2007 | Republika Zielonego Przylądka | 6 | 6,5  | 12,5% | -   | 50%   | 1,5 | 0,2 | 0,2 | 0   | 0,7 |